# Prensa en la guerra del Pacífico

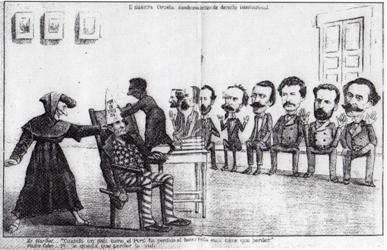
“El Maestro ciruela dando una clase de derecho internacional” (El Padre Cobos, Santiago, 13 de octubre de 1881). La caricatura chilena muestra al Tío Sam expuesto al escarnio del Padre Cobos y crítica la lenidad de los políticos en la defensa de los intereses chilenos y la osadía de los EE. UU. en querer dar clases de moral y diplomacia.

La prensa en la guerra del Pacífico fueron las interacciones públicas entre los gobiernos, los gobernados y la formación de una opinión a través de los hechos y opiniones dados a conocer por los medios de comunicación durante la guerra. También deben ser consideradas las limitaciones en las vías de transmisión de las noticias: demoras, censura, analfabetismo, poder de compra.
Muchas de las decisiones tomadas antes y durante la guerra del Pacífico por los gobiernos beligerantes fueron por lo menos influidas, cuando no impuestas, por la prensa que formaba una "opinión pública" con base en informaciones sobre los hechos ocurridos y planteamientos doctrinales, el llamado cuarto poder. En la conformación de la opinión pública influían también la escuela y las ceremonias.: 4 
Son numerosos los historiadores y observadores que sostienen que la guerra fue una consecuencia de la exacerbada opinión pública en Bolivia, Chile y Perú, y que si sus líderes no hubiesen declarado la guerra, habrían sido derrocados.: 144 : 240–241 

## Prensa
Gonzalo Bulnes acusa que, después de la ocupación de Antofagasta, tanto la prensa chilena como la peruana eran igualmente ardientes: La prensa [peruana] llenaba sus columnas con una literatura guerrera, i su actitud se enardecía con el tono no menos ardiente de la de Chile, especialmente de la de Valparaíso.: 144 
Hernán Poblete Varas señala en un comentario sobre la renovada publicación de Guerra del Pacífico: recopilación completa de todos los documentos oficiales, correspondencias y demás publicaciones referentes a la guerra que ha dado a luz la prensa de Chile, Perú y Bolivia, conteniendo documentos inéditos de importancia el papel de testigo de los hechos que cumplió la prensa durante el conflicto.

### Opinión pública versus tecnocracia
Otro efecto de la prensa era la obligación que sentían políticos y militares a realizar operaciones de las cuales no estaban convencidos pero lo hacían para "satisfacer" a la prensa. Así lo comunicó Williams durante su incursión al Callao al ministro Sotomayor.: 281  Esto también ocurría en Perú: Jorge Basadre considera, citando a Pedro Dávalos Lissón, que la opinión pública en Perú no aceptaba la misión defensiva que las condiciones de inferioridad técnica imponían a la armada peruana. Señala que cuando García y García salvó su nave desde el combate en Angamos fue considerado una cobardía. Esto empujaba al gobierno de Prado a acciones que no eran aconsejables desde el punto de vista militar.: 289 

### Flujo de información secreta
Se ha criticado en Chile que la prensa podía publicar toda información, también la susceptible de ser utilizada por sus enemigos y también se permitía el uso del telégrafo a cualquiera.: 208  Esa fue la fuente de información utilizada que llevó a la Unión y al Pilcomayo a acechar el paso de un transporte (desarmado) chileno entre Antofagasta e Iquique. Esto condujo al Combate naval de Chipana. También en el otro sentido se recababa información. Cuando zarpó el Rímac, se sabía en Valparaíso que el Huáscar y la Unión habían sido vistos frente a Taltal.: 388  y probablemente M. Grau se enteró por la prensa del viaje del Rímac al norte.: 293 

### Corresponsales de guerra
Existen una serie de informes de corresponsales de guerra peruanos y chilenos que estuvieron en el Huáscar,: 395  Chalaco: 394 , la Unión durante su incursión a Punta Arenas o el corresponsal chileno que informó desde Antofagasta,: 393  la Campaña de Lima.: 149 

### Condicionantes
- Corresponsales de guerra en los barcos y en los campamentos
- Analfabetismo
- Influencia a través del número de lectores
- "Subvenciones" beligerantes a periódicos "neutrales" para la publicación de desinformación

### Prensa en Perú

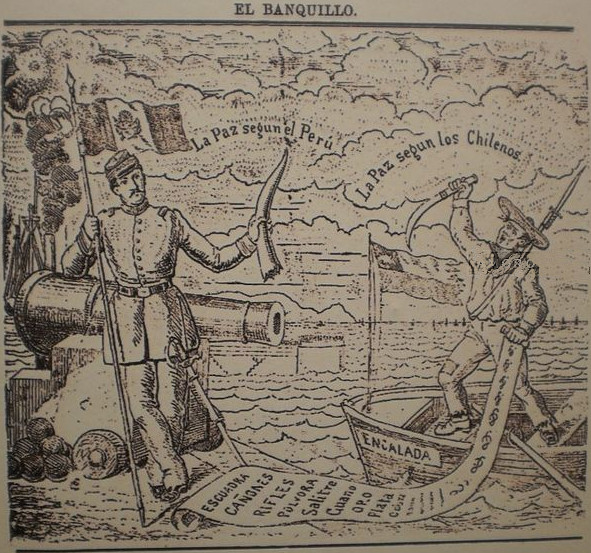
La revista limeña El Banquillo presenta el 12 de junio de 1880 una visión despectiva del soldado chileno: pequeño, vociferante, mal vestido, mal armado, sobre pequeños barcos de madera. Por el contrario, el soldado peruano aparece fornido, bien vestido, seguro y tranquilo con sus poderosos cañones.

La prensa peruana tuvo un importante papel en los entretelones que llevaron a la firma del Tratado de Alianza Defensiva (Perú-Bolivia) en 1873, aunque este fue discutido, aprobado, firmado e intercambiado secretamente. Así lo sostiene Jorge Basadre, quien indica que aparecían en la prensa de ese tiempo verdaderos ensayos de Geopolítica que analizaban alianzas, países peligrosos, fronteras, supremacía, anexiones, etc.: 210 
En febrero de 1879, el ministro de relaciones exteriores de Bolivia, Serapio Reyes Ortiz, buscó el apoyo de la prensa a favor de la declaración del casus foederis lo que al parecer consiguió, aunque Basadre indica que casi no era necesario el esfuerzo porque la opinión pública de Perú creía que su país ejercía un dominio (Basadre lo llama "patriciado") en América por el efecto embriagador del Combate del 2 de mayo, pero también a causa de los temores a una alianza Bolivia-Chile. Finalmente y a pesar de algunos atisbos de prudencia al comienzo de la crisis de los 10 centavos la prensa se volcó por la guerra. Basadre cita a José Antonio de Lavalle y a M. C. de Varigny que escribieron que la opinión pública estaba por la guerra: Nueve años después que París, cayó Lima en el mismo frenesí de guerra. Como Napoleón III, Prado pudo invocar como una excusa la "voluntad del pueblo".: 240–241 
G. Bulnes considera que al comienzo de la crisis, la prensa peruana reconocía que la justicia estaba de parte de Chile, pero cuando al encargado de negocios de Perú en Chile, Pedro Paz Soldán y Unanue, le fue comunicado que Chile ocuparía Antofagasta hasta el grado 23 y el lo telegrafió a Lima, la opinión pública de Lima se opuso a la medida de fuerza. Pero, asevera Bulnes, eso no fue extensivo al resto del país sino que fue impuesto por Lima a las provincias que poco interés tenían.: 126 
Tras asumir el poder con poderes dictatoriales, Piérola no permitió una prensa libre y nombró un consejo de estado para revisar las sentencias de los tribunales, que entre otras, debían juzgar los delitos de prensa: 101  El 16 de enero de 1880, el periódico El Comercio de Lima fue clausurado y también cualquier otra edición de sus dueños. La razón era que El Comercio había publicado un comentario favorable a un contrato que Piérola había rechazado.: 114–115 

### Prensa en Chile

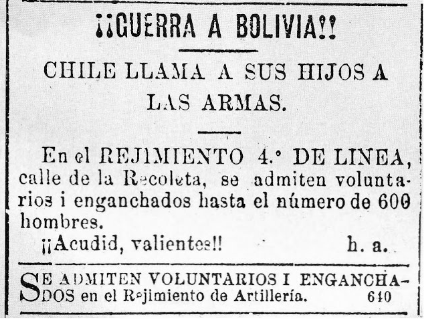
Llamado a enrolarse en el Regimiento 4° de Línea.

En Chile, a partir de 1871 los gobiernos liberales de Federico Errázuriz Zañartu y Aníbal Pinto habían establecido una amplia: 2  libertad de prensa que E. Rubilar califica de "madura y consolidada".: 5  Por esa razón los gobiernos chilenos estaban sometidos constantemente al escrutinio (y al escarnio) de los medios de comunicación.
La prensa jugó en Chile un importante papel durante todo el conflicto. Se sabe que en vísperas de la guerra existieron esfuerzos de los directivos de la CSFA para influir a través de la opinión pública, o mejor dicho publicada, sobre el gobierno en favor de una política intransigente frente a Bolivia.[cita requerida] Posteriormente, José Antonio de Lavalle sostiene que durante su intento de mediación, la prensa chilena toda era contraria a su mediación y que cualquier entendimiento era considerado por los comentaristas como un ultraje a la honra de su país.: 122–123 
Los principales periódicos chilenos durante la guerra fueron, El Mercurio (Valparaíso), La Patria (Valparaíso), El Ferrocarril (Santiago), El Independiente (Santiago), La Discusión (Chillán), La Libertad Católica (Concepción), La Revista del Sur (Concepción), Los Tiempos (Santiago) y La Época (Santiago)
La prensa chilena tuvo una postura crítica y de denuncia del carácter interventor de la política estadounidense en el conflicto del Pacífico.: 6  Especial revuelo causó la publicación del memorandum Hurlbut por La Patria en Valparaíso.: 10 

### Prensa en Bolivia

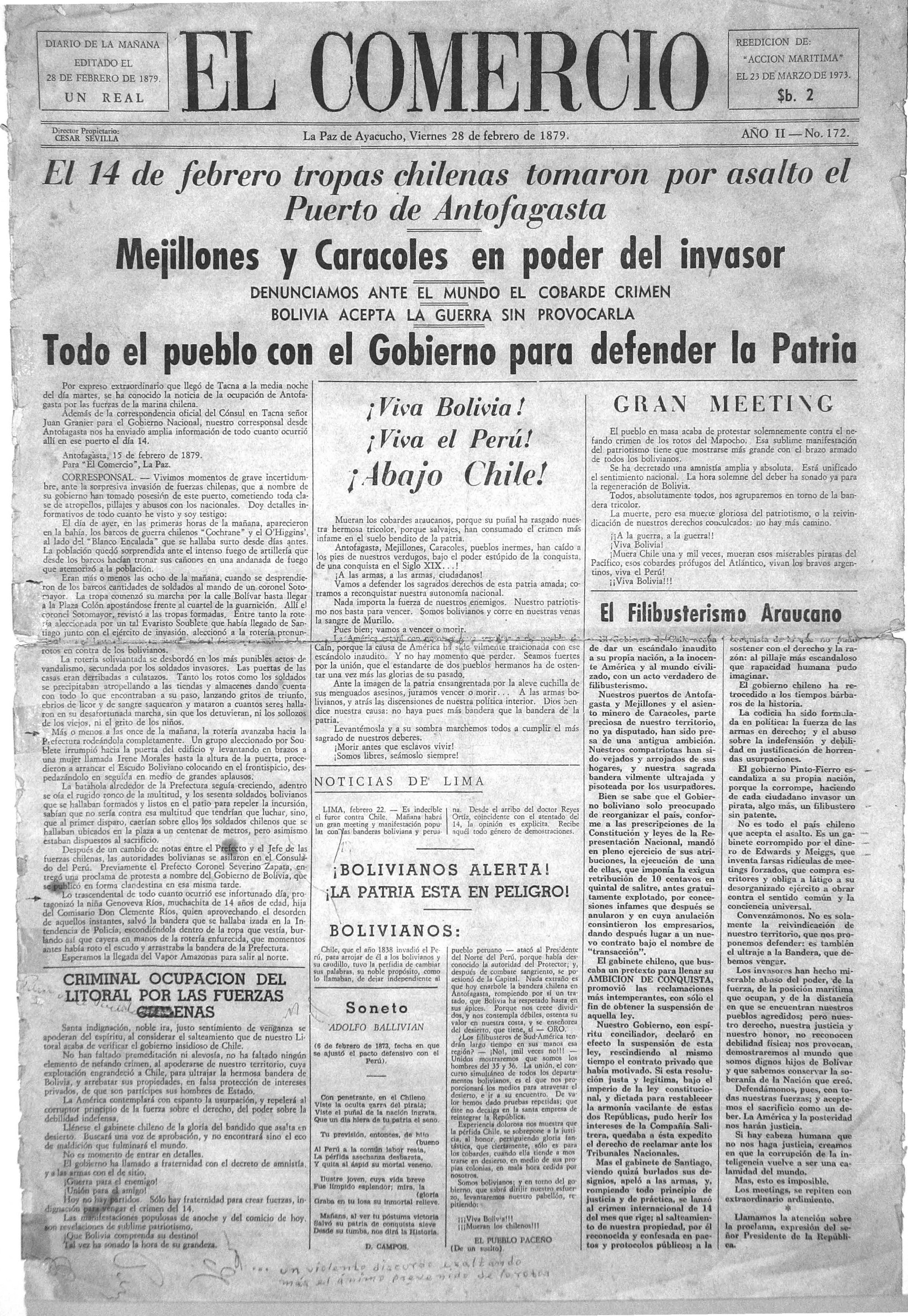
Portada icónica del periódico El Comercio publicada en La Paz de Ayacucho del 28 de febrero de 1879. La imagen que vemos es una reedición hecha el 23 de marzo de 1973, como señala el sello en la parte superior derecha.

### Prensa en España

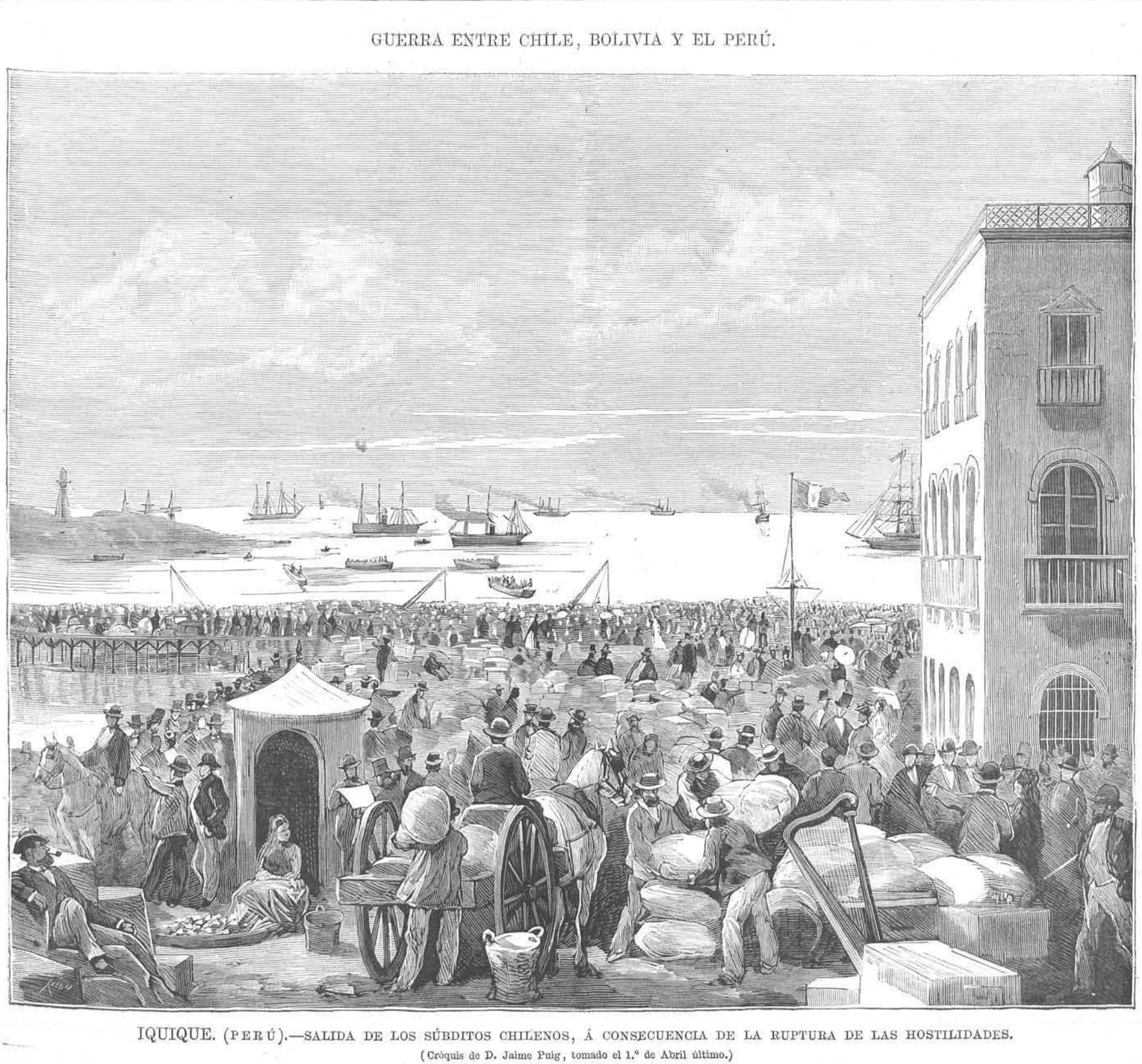
Grabado publicado en la "Ilustración" sobre la expulsión de chilenos de Perú.

La Ilustración Española y Americana publicó regularmente noticias y comentarios sobre el curso de la guerra, acompañados por grabados de protagonistas, civiles y militares de los hechos.
Según Julián Soto Lara, la prensa española informaba sobre los acontecimientos en la costa sudamericana en un tono crítico a Chile, presentándolo como un país militarista, agresivo y avasallador.: 68–69  El belicismo chileno se tornó odioso para los periodistas españoles.: 63  Soto Lara la califica de peruanofila y llama la atención sobre el eco positivo que despertó Piérola, el dictador peruano, en la prensa católica española, que vio en él una especie de mesías para el caos político en el antiguo virreinato español. Soto Lara asume que la débil posición de Perú puede haber despertado una suerte de filantropía, pero que esta no se extendió a Bolivia.

### Prensa en el Reino de Gran Bretaña e Irlanda del Norte
Tal como en otras potencias, no existía interés en la opinión pública en el conflicto en el lejano Pacífico Sur. Esto permitió al Foreign Office llevar una política que se abstenía de una intervención directa y que solo ofrecía sus buenos oficios a los beligerantes. Pero Nicolás de Piérola no buscaba solo buenas palabras sino apoyo activo y eso era lo que encontró en James G. Blaine.: 27–28 
No era así entre armadores y mercaderes que sufrían por la destrucción de sus bienes durante la campaña naval y acreedores, quienes, llegado el momento, debieron elegir entre las ofertas de Perú y de Chile para renegociar el pago de sus deudas.: 17 
Basadre acusa un apoyo de la prensa inglesa a Chile: The Times de Londres que es un diario constantemente hostil al Perú en esa época: 118  pero Kiernan considera que las acusaciones de que un poderoso grupo de industriales salitreros habrían empujado al gobierno de Chile a la guerra han sido presentadas sin pruebas.: 16 

### Prensa en los Estados Unidos de América
Según Gonzalo Bulnes, la opinión pública estadounidense estaba desinteresada de lo que ocurría en el sur del continente, el noventa por ciento ignoraba que hubiese una guerra.: 90  A fines de 1881, sin embargo, la prensa comenzó a publicar rumores basados en el memorandum Hurlbut Las noticias del New York Herald (3 de diciembre) y el New York Tribune (3 de noviembre) anunciaban una posible intervención militar estadounidense en la guerra del Pacífico Sur: 79  Los periódicos pro-Blaine (The New York Tribune y New York World, propiedad del hermano de Hurlbut: 81 ) publicaban noticias a favor de Perú. Por el contrario el Washington Post informó que Blaine estaba ayudando a un grupo que deseaba aprovechar los problemas de Perú para obtener el control de sus depósitos de guano. La publicación de esta noticia obligó a Blaine a contener a su enviado en Lima.: 84  David Haley sostiene que la prensa había comenzado a publicar noticias sobre Perú y las iniciativas de Hurlbut, lo que había obligado a Blaine a modificar su política al respecto.: 84 
Las críticas se centraban en la utilización de la diplomacia y el poder de los EE. UU. a favor de inversionistas europeos. Un columnista anónimo del New York Herald escribió el 17 de febrero de 1881: me parece un acto de imprudencia sublime que se nos pida sacar las castañas del fuego para un grupo de ávidos inversionistas extranjeros (N.d.T.: no-estadounidenses) que no solo han expoliado a Perú en los contratos del guano sino que también han impedido constantemente cualquier esfuerzo de ciudadanos estadounidenses por ingresar al mercado de ese continente.: 84 
- Marcial Martínez
- Joaquín Godoy
- José Martí
- Las entrevistas de James G. Blaine

### Vías de comunicación

Flujo de noticias durante la guerra. Las distancias son ortodrómicas en kilómetros, para rutas marinas y terrestres.

Un factor importante en la percepción y el desarrollo de la guerra le cupo a las vías de comunicación. Desde 1876 un cable submarino unía Lima y Santiago,: 72  y durante la guerra se conectaron Antofagasta y Arica. Los barcos de guerra de Perú y Chile trataron de controlar o cortar el cable según las necesidades militares.
Lima no estaba conectada con Panamá, que era el extremo sur de la red norteamericana de cable. Valparaíso estaba conectado con Buenos Aires por cable desde el 26 de julio de 1872. Buenos Aires, a su vez, estaba conectado con Londres y Londres con Nueva York.: 71- 
La Paz, capital de Bolivia, no estaba conectada por telégrafo al resto del mundo. Las noticias que llegaban a Tacna, Arica o Antofagasta con destino a La Paz debían ser llevadas a pie o a lomo de caballo.: 230  Desde Tacna o Arica demoraba unos seis días, desde Antofagasta, Cobija o Tocopilla el viaje demoraba catorce días. Existía la alternativa de la ruta desde el puerto peruano de Mollendo en el océano Pacífico por ferrocarril hasta Puno, el puerto peruano en el lago Titicaca. Luego por lancha hasta Chichilaya en Bolivia para continuar a pie o a caballo hasta La Paz. Tenía la ventaja de solo 76 km a pie o a caballo pero dependía del horario de tren y lancha. En Bolivia solo Tupiza (a 606 kilómetros (377 mi) de La Paz) estaba conectada por telégrafo a Buenos Aires, solo desde el 11 de febrero de 1879.: 101 
En las ciudades costeras el medio de transporte tradicional eran los vapores que unían Valparaíso, Caldera, Antofagasta, Iquique, Arica y Lima con el resto del mundo.
La interrupción de las líneas de comunicación y la falta de un cable (directo) desde la zona de guerra ocasionaba problemas a la prensa para informar sobre los acontecimientos. Por otra parte la costa oeste era importante para inversionistas, agricultores, fabricantes, funcionarios y políticos debido a los compromisos financieros y políticos. Por eso tanto el Times de Londres como el New York Times cubrían la zona de la mejor manera posible en ausencia de reporteros propios con la ayuda de noticias compuestas de informes de compañías de comercio, informes de los representantes de gobierno, del Lloyd de Londres y artículos del Panama Star and Herald y de Reuters. El resultado era una mezcla de despachos cortos con solo unos días de atraso desde ciudades con conexión de cable y informes de tres o cuatro semanas de antigüedad llevados por vapores a Nueva York o Londres. Por ejemplo, el combate naval de Iquique ocurrido el 21 de mayo fue mencionado en sendos artículos en el Times y en el New York Times el 30 de mayo, aunque con un contenido errado. Solo el 17 de junio se informó correctamente en el Times de Londres del resultado del combate.: 72–74 

## Inserción de propaganda en el flujo de noticias
J. Britton advierte que si al comienzo de la guerra era interesante comparar las publicaciones inglesas y estadounidenses, con el avance chileno la atención debe centrarse en las informaciones publicadas por los periódicos metropolitanos en los EE. UU. Marcial Martínez, representante chileno en los EE. UU. comunicó con preocupación la fuerte influencia del gobierno peruano y de la Peruvian Company que condujeron a la política de intervención norteamericana a favor de los acreedores de la deuda peruana.: 77 